# Carnèades

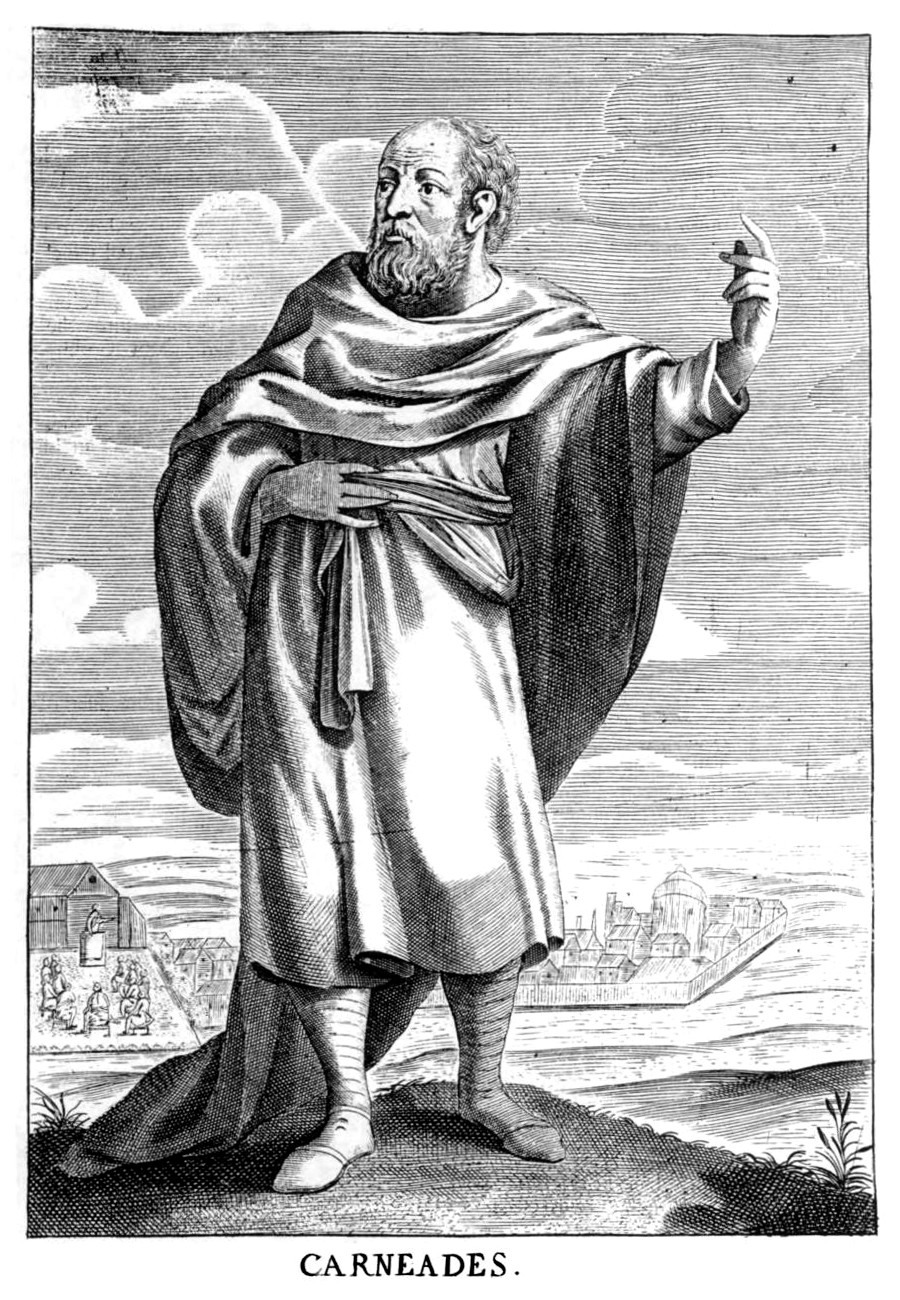
Carnèades al llibre de Thomas Stanley

Carnèades (grec antic: Καρνεάδης, llatí: Carneades), fill d'Epícom o Filòcom, fou un filòsof grec nascut a Cirene al voltant de l'any 213 aC al nord d'Àfrica (actual Líbia). Va anar de jove a Atenes i va estudiar amb els estoics. Fou representant de l'escepticisme moderat i successor d'Arcesilau de Pítana al capdevant de l'Acadèmia, iniciant l'anomenada "Acadèmia nova" aproximadament a partir de l'any 162 aC, donant-li una nova orientació, coneguda com a probabilisme, que matisava l'escepticisme d'Arcesilau de Pítana, l'escolarca més influent de l'Acadèmia mitjana. Fou adversari de tot dogmatisme.
Va ser molt coneguda i lloada la seva gran eloqüència, però, igual que Sòcrates i Arcesilau, no va deixar escrits, i la seva doctrina només es coneix mitjançant els seus deixebles. La seva orientació filosòfica es va forjar en pugna contra els epicuris i, especialment, contra l'estoïcisme de Crisip de Soli, fins al punt que, com conta Diògenes Laerci, Carnèades va dir que: «si no hi hagués Crisip, no hi hauria Carnèades».
Afirmava que el saber segur és impossible i que cap afirmació és indubtable. Com a exemple se'n diu que, cap a l'any 155 o 156 aC, en ocasió d'acudir en ambaixada a Roma, va argumentar un dia amb gran eloqüència i convenciment a favor de la justícia i, l'endemà, amb no menys eloqüència i convenciment, en contra d'aquesta. D'aquesta manera, volia manifestar la inseguretat dels raonaments que es basen en pressupòsits de què no es pot estar segur, i caricaturitzar la lògica estoica.